# Hassan Diab
Hasán Diab (en árabe: حسان دياب; Beirut, 6 de enero de 1959) es un ingeniero y académico libanés, que se desempeñó como Primer Ministro del Líbano entre enero de 2020 y septiembre de 2021. Antes de su primer ministerio, Diab se desempeñó como Ministro de Educación libanés de 2011 a 2014, bajo la presidencia de Michel Suleiman.

## Biografía
Diab nació en una familia libanesa en Beirut en 1959. Tiene una licenciatura en ingeniería de comunicaciones, que recibió de la Universidad Metropolitana de Leeds en 1981. Luego obtuvo una maestría en sistemas ingeniería de la Universidad de Surrey en 1982 y un doctorado en ingeniería informática de la Universidad de Bath en 1985.
Diab está casado con Nuwar Mawlawi y tiene tres hijos. Actualmente vive en Beirut. Es un musulmán sunita.
Diab era profesor de ingeniería eléctrica en la Universidad Americana de Beirut (AUB). También se desempeñó como vicepresidente de programas externos regionales en la AUB desde octubre de 2006 hasta junio de 2011. El 13 de junio de 2011, fue nombrado Ministro de Educación y Educación Superior como parte del gabinete de Najib Mikati, en reemplazo de Hasan Mneimneh. Fue sucedido por Elias Abu Saab como Ministro de Educación. El mandato de Diab terminó el 15 de febrero de 2014.
Fue designado como Primer Ministro del Líbano para suceder a Saad Hariri el 19 de diciembre de 2019, en medio de las protestas en Líbano de 2019-2020 que habían causado la renuncia de Hariri. La candidatura de Diab obtuvo el apoyo de 69 miembros del Parlamento del Líbano, una mayoría simple; su apoyo provino de partidos que conforman la Alianza del 8 de marzo.
El 10 de agosto de 2020, Diab dimitió, junto con su gobierno, tras las diversas protestas de la población tras las explosiones ocurridas en el puerto de Beirut una semana antes.